# Justizamt Keula
Das Justizamt Keula war ein von 1850 bis 1852 bestehendes Gericht der ordentlichen Gerichtsbarkeit mit Sitz in dem thüringischen Ort Keula.

## Geschichte
1850 erfolgte im Fürstentum Schwarzburg-Sondershausen die Trennung der Rechtsprechung von der Verwaltung. Das Amt Ebeleben wurde aufgehoben. Für die Verwaltung war nun der Verwaltungsbezirk Ebeleben, für die Rechtsprechung war nun das Justizamt Ebeleben sowie das Justizamt Keula zuständig.
Das zum 1. Juli 1850 gebildete Justizamt Keula umfasste die Orte:
- Großbrüchter
- Keula
- Urbach
- Großmehlra
- Kleinbrüchter
- Holzthaleben
- Toba[2]

Das Justizamt Keula war dem Kreisgericht Sondershausen nachgeordnet.
Das  Justizamt Keula wurde mit Wirkung zum 1. Januar 1853 aufgehoben. Der Gerichtssprengel kam zum Justizamt Ebeleben.